# Dropkick Murphys
A Dropkick Murphys amerikai punk együttes. Celtic punkot, street punkot, hardcore punkot játszanak, továbbá az oi! műfajban is jelen vannak. Legnagyobb hírnevüket mégis a celtic punk műfaj egyik híresebb képviselőjeként érték el. 1996-ban alakultak meg a massachusettsi Quincyben.  Lemezeiket a Hellcat Records, Taang! Records, illetve a saját lemezkiadójuk, a Born and Bred Records dobja piacra. Híresek lettek arról, hogy általában Szent Patrik napján lépnek fel. A Dropkick Murphys hírnevet teremtett magának azzal is, hogy különféle jótékonysági és politikai szervezeteknek is adakozott.

## Története
A zenekart eredetileg Mike McColgan énekes, Ken Casey énekes/basszusgitáros, Rick Barton gitáros és Jeff Erna dobos alkotta. Nevüket John Murphy orvos detoxikálójáról kapták. Murphy ugyanis a „Dropkick” becenevet viselte. Először egy barátjuk fodrászműhelyében játszottak, majd nem sokkal később EP-ket kezdtek el kiadni. 1997-ben leszerződtek a Hellcat Recordshoz. Legelső nagylemezük 1998-ban jelentették meg. A brit The Business zenekarral való turnéjuk közepén Mike McColgan elhagyta a zenekart. Kilépését azzal indokolta, hogy nagybátyja nyomdokaiba lépve csatlakozni szeretne a bostoni tűzoltósághoz. Helyére Al Barr, a The Bruisers énekese került. 1999-ben piacra dobták második stúdióalbumukat is. Ez a lemez hardcore, illetve street punk stílusjegyekkel rendelkezett. 2000-ben elkezdtek dolgozni a harmadik stúdióalbumukon, Rick Barton gitáros ekkor elhagyta a Dropkick Murphys sorait. A lemez végül 2001-ben jelent meg. Az „anyaghoz” a Cock Sparrer énekese, Colin McFaull és a The Pogues frontembere, Shane MacGowan is besegített. Felléptek a 2002-ben tartott bostoni Szent Patrik napja ünnepségen, amelyről koncertalbumot is készítettek. 2002-ben Mike McColgan új együttest alapított, Street Dogs néven. Az "Utcai kutyák" legelső, 2003-as nagylemezén vendégzenészként a Dropkick Murphys tagjai szerepeltek.
A 2003-as turnéjuk után új tag csatlakozott a zenekarhoz: a kanadai Scruffy Wallace. 2003-ban új album látott napvilágot. A lemez hirdetése érdekében az együttes újabb turnéba kezdett, új tagot is szereztek maguknak, Tim Brennan személyében, aki hegedűn játszott. 2005-ben is kiadtak egy új nagylemezt. 2007-ben megalapították saját lemezkiadó cégüket, Born and Bred Records néven. Marc Orrell gitáros nyolc éves tevékenykedése után 2008-ban elhagyta a zenekart. Így Tim Brennan teljes jogú tag lett, ő lett a gitáros. Tovább turnéztak, majd 2010-ben újabb koncert-DVD-t dobtak piacra. 2011-ben jelent meg hetedik nagylemezük. Az új album miatt újabb turnét indítottak, majd szintén 2011-ben bejelentették, hogy készül a nyolcadik stúdióalbum is, illetve 2012-ben ismét Szent Patrik napján fognak fellépni. 2012-ben bejelentették, hogy az új lemez elkészült, de végül csak 2013-ban került bemutatásra. Mike McColgan énekes és Rick Barton gitáros 2013-ban új zenekart alapítottak, FM359 néven. Az FM359 legelső nagylemeze 2014-ben jelent meg. A Dropkick Murphys eddigi utolsó nagylemeze 2017-ben került a boltok polcaira. 2021 áprilisában megjelenik új lemezük is 

## Magyarországi fellépések
Először 2001-ben járták meg hazánkat, a Mega Pubban léptek fel. Ezután egy ideig elkerültek minket, hiszen másodjára csak 2014-ben koncerteztek nálunk, ekkor a Budapest Parkban játszottak. Eddigi utolsó itthoni fellépésüket 2016-ban tartották, a Barba Negra Music Clubban.
2019 júniusában újból koncerteztek hazánkban, a Barba Negra Music Clubban.
2022 februárjában ismét eljutnak Magyarországra. A tervezett európai fellépések elmaradnak, az új időpont 2023 február 7. (Budapest Aréna).[forrás?]

## Tagok
Jelenlegi felállás
- Ken Casey – ének, basszusgitár (1996 –)
- Matt Kelly – dobok, vokál (1997 –)
- Al Barr – ének (1998 –)
- James Lynch – gitár, vokál (2000 –)
- Tim Brennan – hegedű, mandolin, buzuki, billentyűk, zongora, síp, vokál (2003–), gitár (2008–)
- Jeff DaRosa – bendzsó, mandolin, buzuki, gitár, billentyűk, harmonika, síp, vokál (2008–)

Korábbi tagok
- Jeff Erna – dobok (1996–1997)
- Mike McColgan – ének (1996–1998)
- Rick Barton – gitár (1996–2000)
- Spicy McHaggis – duda (2000–2003)
- Ryan Foltz – mandolin, síp (2000–2003)
- Marc Orrell – gitár, hegedű, zongora (2000–2008)
- Scruffy Wallace – duda, síp (2003–2015)

## Diszkográfia
Stúdióalbumok
- Do or Die (1998)
- The Gang's All Here (1999)
- Sing Loud, Sing Proud! (2001)
- Blackout (2003)
- The Warrior's Code (2005)
- The Meanest of Times (2007)
- Going Out in Style (2011)
- Signed and Sealed in Blood (2013)
- 11 Short Stories of Pain and Glory (2017)
- Turn Up That Dial (2021)